# Moritz Steinschneider

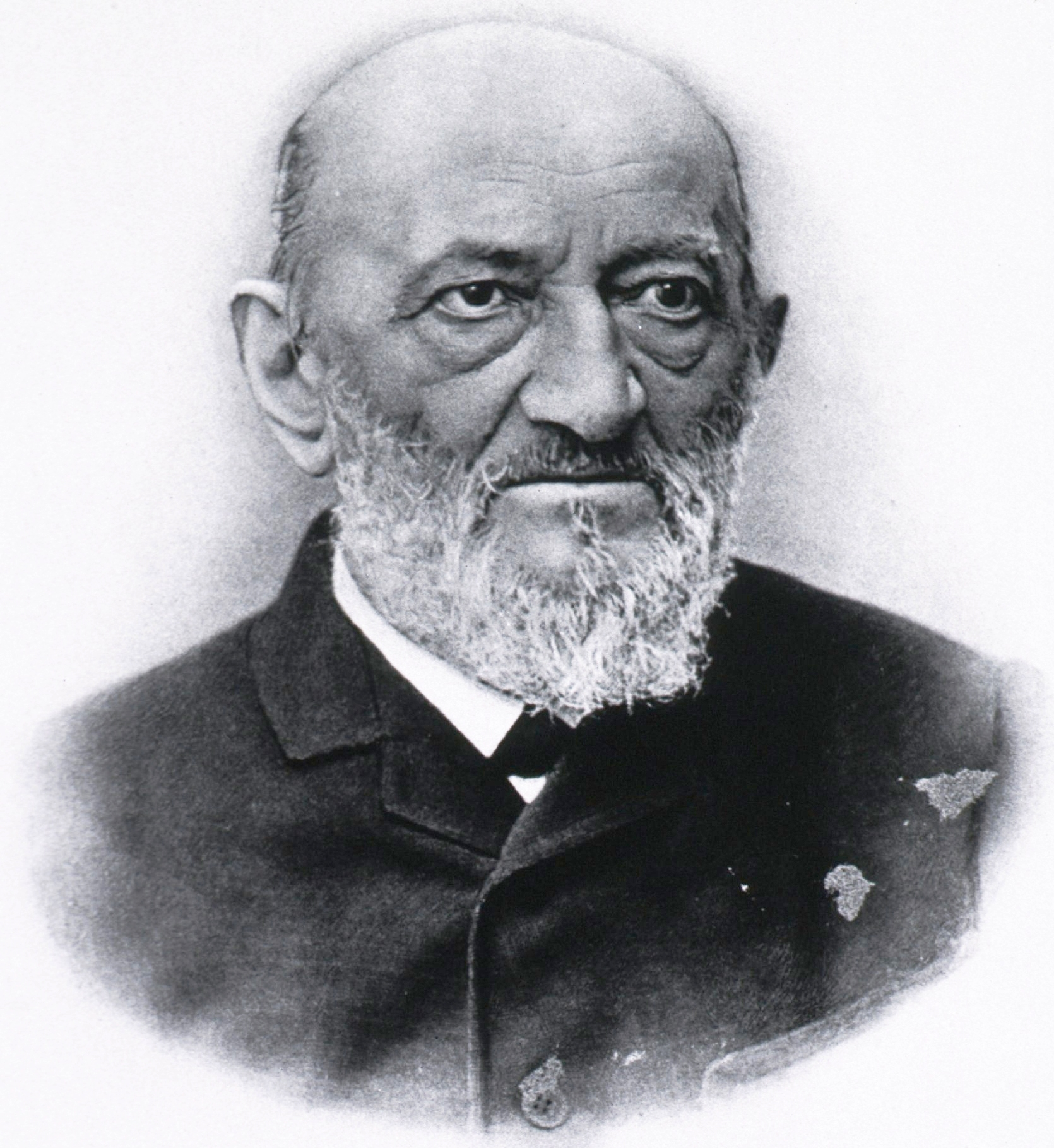
Moritz Steinschneider (1816–1907)

Moritz Steinschneider (30 de marzo de 1816, Prostějov , Moravia , Austria - 24 de enero de 1907, Berlín ) fue un bibliógrafo y orientalista bohemio. Recibió su primera instrucción en hebreo de su padre, Jacob Steinschneider (1782-1856), que no solo era un talmudista experto, sino que también era versado en la ciencia secular. Se le considera como el fundador de la bibliografía científica hebraica y el principal polímata judío de su época, La casa de los Steinschneider fue lugar de cita de unos pocos hebraistas progresistas, entre los cuales estaba su cuñado, el médico y escritor Gideon Brecher .

## Educación
A la edad de seis años Steinschneider fue enviado a la escuela pública, que era todavía una opción rara para los judíos en el imperio austro-húngaro en ese entonces; y en la edad de trece él hizo el discípulo del rabino Nahum Trebitsch , que él siguió a Mikulov , Moravia en 1832. Al año siguiente, para continuar sus estudios talmúdicos, él fue a Praga , donde permanecía hasta 1836, atendiendo simultáneamente las clases en la Escuela Normal.
En 1836, Steinschneider se trasladó a Viena para continuar sus estudios y, siguiendo el consejo de su amigo Leopoldo Duques , se dedicó especialmente a las literaturas oriental y neocelense, y más particularmente a la bibliografía , que se convertiría en su principal foco. Su compatriotas moravos Abraham Benisch y Albert Löwy, también estaban estudiando allí en ese momento. En la habitación de Lowry en 1838 se inauguraron entre amigos íntimos (y de por vida), una sociedad pro-sionista llamada "Die Einheit". El objetivo de la sociedad era promover el bienestar del pueblo judío, y para realizar este objetivo, abogaban por la civilización de Palestina por los judíos austriacos. Su objetivo, sin embargo, tenía que mantenerse en secreto por temor a que fuera derribado por el gobierno; Inglaterra se convirtió en el país que probablemente recibiera el nuevo movimiento. En 1841 Lowy fue enviado a Londres como emisario de la Sociedad Nacional Judía de Estudiantes; Benisch también llegó a Inglaterra el mismo año. Algo abandonado, Steinschneider se retiraría más tarde de la sociedad completamente en 1842, viendo el esquema como poco práctico en comparación con sus estudios.
Como judío en el continente, Steinschneider fue impedido de entrar en la Academia Oriental; y por la misma razón no pudo ni siquiera obtener permiso para hacer extractos de los libros y manuscritos hebreos en la Biblioteca Imperial de Viena. A pesar de estos inconvenientes, continuó sus estudios en árabe , sirio y hebreo con el profesor Kaerle en la Facultad Teológica Católica de la universidad. Tenía en este momento la intención de adoptar la carrera rabínica. En Viena, como antes en Praga, se ganó la vida dando lecciones, enseñando italiano entre otros temas.

### Carrera universitaria

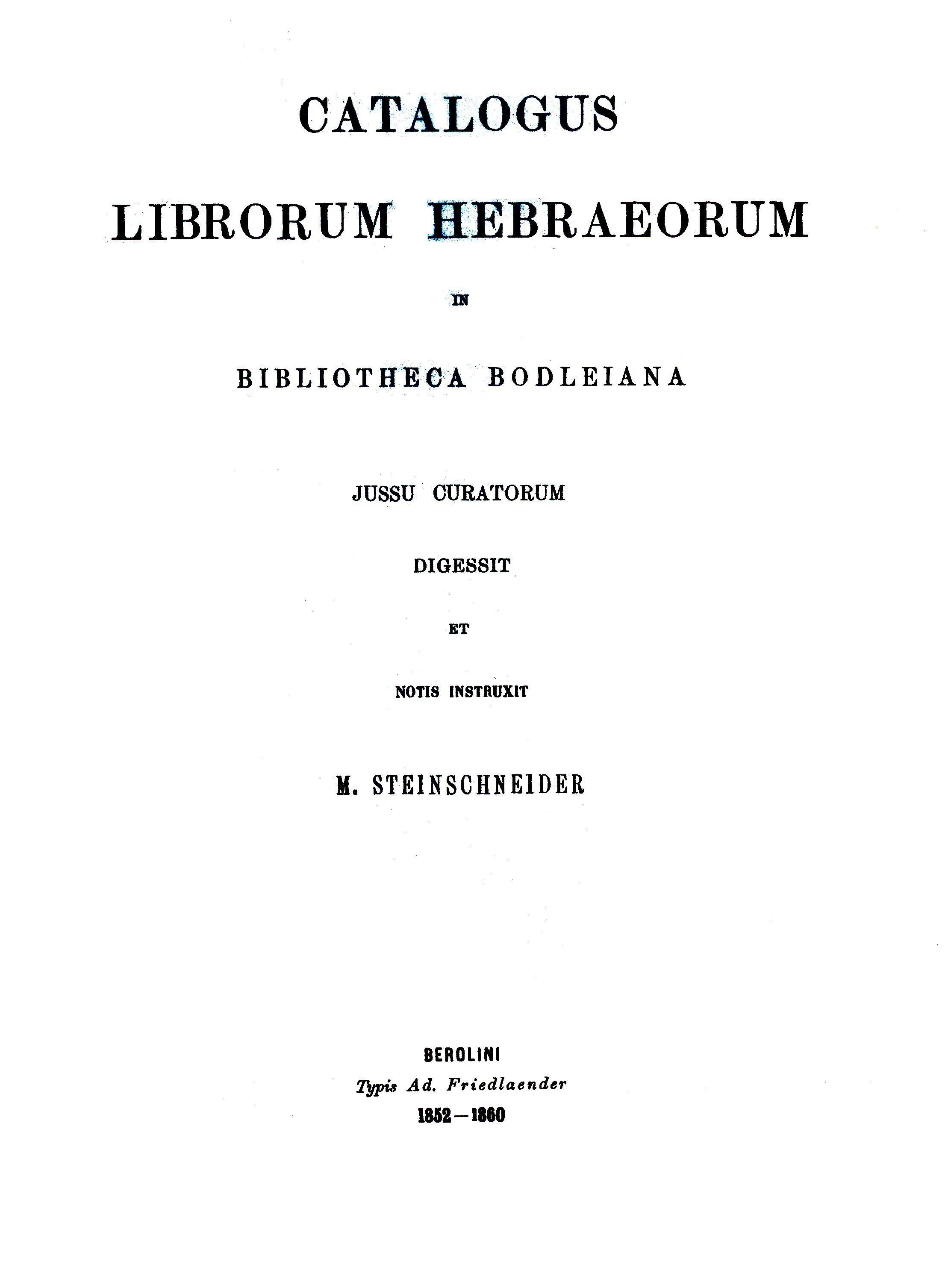
Página principal del catálogo de libros hebreos de Moritz Steinschneider en la Biblioteca Bodleiana, impreso en Berlín 1852-1860

Página principal del catálogo de libros hebreos de Moritz Steinschneider en la Biblioteca de Bodleian, impreso en Berlín 1852-1860
Por razones políticas, se vio obligado a abandonar Viena y decidió ir a Berlín; pero, al no poder obtener el pasaporte necesario, permaneció en Leipzig . En la universidad allí continuó el estudio del árabe bajo profesor Fleischer. En este tiempo comenzó la traducción del Corán al hebreo y colaboró con Franz Delitzsch en la edición de Aaron ben Elijah'Etz Chayyim (Leipzig, 1841); pero las reglas de la censura austríaca no permitían la publicación de su nombre como coeditor. Mientras que en Leipzig él contribuyó una serie de artículos sobre literatura judía y árabe a la Encyklopädie universal de Pierer .
Después de haber asegurado el pasaporte necesario, Steinschneider en 1839 procedió a Berlín, donde asistió a las conferencias universitarias de Franz Bopp sobre la filología comparada y la historia de las literaturas orientales. Al mismo tiempo, hizo el conocimiento de Leopold Zunz y Abraham Geiger . En 1842 regresó a Praga, y en 1845 siguió a Michael Sachs a Berlín; pero las tendencias ortodoxas de este último hicieron que Steinschneider abandonara definitivamente su intención de convertirse en un rabino . En este momento fue empleado como reportero del National Zeitung en las sesiones de la Asamblea Nacional en Fráncfort del Meno y como corresponsal del Prager Zeitung . En 1844, junto con David Cassel , redactó el Plan der Real- Encyclopädie des Judenthums , un folleto cuyo trabajo fue publicado en el Literaturblatt des Orients ; pero el proyecto no fue llevado a cabo por Steinscheider.
El 17 de marzo de 1848, después de muchas dificultades, Steinschneider logró convertirse en ciudadano prusiano . El mismo año fue encargado de la preparación del catálogo de los libros hebreos en la Biblioteca de Bodleian , Oxford ( Catalogus Librorum Hebræorum en la Bibliotheca Bodleiana , Berlín, 1852-60), una obra que le ocuparía trece años, en el curso de los cuales pasó cuatro veranos en Oxford .
En 1850 recibió de la Universidad de Leipzig el grado de doctorado . En 1859 fue nombrado profesor en el Veitel-Heine Ephraim'sche Lehranstalt en Berlín, donde sus conferencias fueron atendidas por estudiantes judíos y cristianos . De 1860 a 1869 sirvió como representante de la comunidad judía en la administración, ante los tribunales de la ciudad, del juramento judaico , sin omitir nunca la oportunidad de protestar contra este remanente de prejuicio medieval . De 1869 a 1890 fue director de la Jüdische Mädchen-Schule (escuela para niñas de la comunidad judía), y en 1869 fue nombrado ayudante ("Hilfsarbeiter") en la Biblioteca Real de Berlín. De 1859 a 1882 editó el periódico Hebräische Bibliographie . En 1872 y 1876 rechazó las llamadas a la Hochschule für die Wissenschaft des Judithums en Berlín ya la Universidad de Estudios Judíos de Budapest, respectivamente, sosteniendo que las instituciones apropiadas para el cultivo de la ciencia judía no eran los seminarios teológicos judíos sino las universidades.

## Campo de actividad
Escogió campos que estaban muy alejados de la teología propiamente dicha, como la matemática , la filología , la historia natural y la medicina , para mostrar la parte que los judíos habían tomado en la historia general de la civilización ( Kulturgeschichte ). Mientras Zunz había sentado las bases de la ciencia judía, Steinschneider completó muchas partes esenciales de la estructura. Fue el primero en dar una encuesta sistemática de la literatura judía hasta finales del siglo XVIII y publicar catálogos de los libros y manuscritos hebreos que se encuentran en las bibliotecas públicas de Europa. El catálogo de Bodleian puso los fundamentos de su reputación como el bibliógrafo judío más grande. Esto y los catálogos de las bibliotecas de Leiden , Munich , Hamburgo y Berlín, así como los veintiún volúmenes de su Hebräische Bibliographie, forman una mina de información de la historia y la literatura judías.
Una de sus obras originales más importantes es Die Hebräischen Übersetzungen des Mittelalters und die Juden als Dolmetscher: Ein Beitrag zur Literaturgeschichte des Mittelalters; (1844-47), se hizo consciente de la falta de fuentes sobre la influencia de las obras extranjeras en la literatura judía de Ersch y Gruber en la Encyclopädie der Wissenschaften und Künste (1844-1847) sobre la literatura judía. Resolvió complementar las monografías de Huet , Jourdain , Wüstenfeld y Johann Georg Wenrich sobre la historia de las traducciones por parte de uno que tiene como tema la literatura neo-hebrea. En 1880 el Institut de France ofreció un premio para una bibliografía completa de las traducciones hebreas de la Edad Media ; Steinschneider lo ganó con dos monografías escritas en francés en 1884 y 1886. Su Übersetzungen es una traducción ampliada al alemán de éstos.
Steinschneider escribió con facilidad en alemán, latín, francés, italiano y hebreo; su estilo no era popular, sino sólo "para los lectores que saben algo, y que desean aumentar sus conocimientos"; pero, curiosamente, no dudó en escribir, junto con Horwitz , un pequeño lector para niños de escuela, Imre Binah (1846), y otros libros de escuela primaria para la escuela de Sassoon del Bene Israel en Bombay . En 1839 escribió Eine Uebersicht der Wissenschaften und Künste welche en Stunden der Liebe nicht uebersehen para el Pester Tageblatt de Saphir , y en 1846 Manna, un volumen de poemas, adaptaciones de la poesía hebrea, que dedicó a su novia Augusta Auerbach, con quien se casó en 1848.

## Tablas de Pedro el Ceremonioso
Las tablas fueron descubiertas a finales del siglo XIX en un manuscrito en latín de la Biblioteca Nacional de Francia y en hebreo de la Biblioteca Apostólica Vaticana.  Moritz Steinschneider comparó los dos textos y desmintió a Manuel Rico Sinobas, que los consideraba un epígrafe de las Tablas alfonsíes, añadiendo que ambos manuscritos decían que se habían hecho en Barcelona por orden del rey Pedro. Se encontraron otros manuscritos en hebreo conservados en Suiza y en la Ciudad del Vaticano, además del documento en hebreo de Barcelona cedido por un rabino de la ciudad antes de la Guerra Civil Española. Josep Maria Millàs Vallicrosa concluyó el debate al encontrar el manuscrito catalán en la biblioteca de Ripoll, y entre todos los documentos se logró reconstruir las tablas originales.

## Obras
La siguiente es una lista de las obras independientes más importantes de Steinschneider, ordenadas en orden cronológico:
- 'Etz Chayyim , Ahron ben Elias aus Nikomedien del sistema de Karäer de Religionsphilosophie, etc. , editado junto con Franz Delitzsch . Leipzig, 1841.
- Die Fremdsprachlichen Elemente im Neuhebräischen . Praga, 1845.
- Imre Binah : Spruchbuch für Jüdische Schulen , editado junto con A. Horwitz . Berlín, 1847.
- Maná (adaptaciones de la poesía hebrea del siglo XI al XIII). Berlín, 1847.
- Jüdische Literatur , en Ersch y Gruber, "Encyc". sección II, parte 27, pp. 357-376, Leipzig, 1850 (versión inglesa, por William Spottiswoode, Literatura judía del octavo al décimo octavo siglo , Londres, 1857, versión hebrea, por Henry Malter , Sifrut Yisrael , Wilna , 1899 ).
- Catalogus Librorum Hebræorum en la Bibliotheca Bodleiana (enlace roto disponible en Internet Archive; véase el historial, la primera versión y la última). . Berlín, 1852-60.
- Die Schriften des Dr. Zunz . Berlín, 1857.
- Alphabetum Siracidis ... en Integrum Restitutum et Emendatum, etc. Berlín, 1858.
- Catalogus Codicum Hebræorum Bibliothecæ Academiæ Lugduno-Batavæ (con 10 tablas de litografía que contienen especímenes de autores karaítas). Leiden, 1858.
- Bibliographisches Handbuch über die Literatura Teórica y Literaria para la Hebräische Sprachkunde . Leipsic, 1859 (con correcciones y adiciones, ib., 1896).
- Reshit ha-Limmud, un manual hebreo sistemático para la institución benéfica de D. Sassoon en Bombay . Berlín, 1860.
- Zur Pseudoepigraphischen Literatur, Insbesondere der Geheimen Wissenschaften des Mittelalters. Aus Hebräischen und Arabischen Quellen . Berlín, 1862.
- Alfarabi des Arabischen Filosofen Leben und Schriften, etc. San Petersburgo , 1869.
- Die Hebräischen Handschriften der Königlichen Hof- und Staatsbibliothek en München (en el "Sitzungsberichte der-Philosophisch-Historischen Klasse der Königlichen Akademie der Wissenschaften in München").Munich, 1875.
- Polemische und Apologetische Literatur en Arabischer Sprache Zwischen Muslimen, Christen und Juden . Leipzig, 1877.
- Catálogo der Hebräischen Handschriften in der Stadtbibliothek zu Hamburg . Hamburgo , 1878.
- Die Arabischen Übersetzungen aus dem Griechischen . Berlín, 1889-96.
- Die Hebräischen Übersetzungen de Mittelalters y die-Juden als Dolmetscher, etc. Berlín, 1893.
- Verzeichniss der Hebräischen Handschriften der Königlichen Bibliothek zu Berlin . Parte I, Berlín, 1897; parte ii, ib. 1901.
- Die Arabische Literatur der Juden . Frankfurt am Main , 1902.

Además de un gran número de contribuciones, en formas muy diferentes, a las obras de otros (véase Steinschneider Festschrift, pp. Xi-xiv), merecen especial mención los siguientes ensayos independientes de Steinschneider:
- "Ueber die Volksliteratur der Juden", en el Archiv für Literaturgeschichte de R. Gosche, 1871:
- "Constantinus Africanus und seine arabischen Quellen", en Virchows Archiv für pathol. Anatomie , vol. xxxvii;
- "Donnolo: Pharmakologische Fragmente aus dem 10. Jahrhundert", ib .;
- "Die Toxologischen Schriften der Arabe bis zum Ende des XII Jahrhunderts", ib. lii (también impreso por separado);
- "Gifte und Ihre Heilung: Eine Abhandlung des Moisés Maimónides ", ib. lvii;
- ¿Gab Es eine Hebräische Kurzschrift? in Archiv für Stenographie , 1877 (reimpresión del artículo "Abre viaturen", preparado por Steinschneider para la propuesta " Real-Encyclopädie des Judenthums ", véase más arriba);
- "Jüdische Typographie und Jüdischer Buchhandel" con D. Cassel, en Ersch y Gruber, Encyc . sección ii, parte 28, pp. 21-94;
- "Die Metaphysik des Aristoteles en Jüdischer Bearbeitung", en el Zunz Jubelschrift , 1886;
- "Jehuda Mosconi", en la Magazin de Berlín, 1876;
- "Islam und Judenthum", ib. 1880;
- "Ueber Bildung und den Einfluss des Reisens auf Bildung" (dos conferencias impartidas en el Verein Junger Kaufleute, reproducidas en el Virchow-Wattenbach "Sammlung Gemeinverständlicher Wissenschaftlicher Vorträge", 1894);
- "Lapidarien: Ein Culturgeschichtlicher Versuch", en el Kohut Memorial Volume, 1896;
- "Jüdisch-Deutsche Literatur", en el Serapeum de Neuman , 1848-49;
- "Jüdisch-Deutsche Literatur und Jüdisch-Deutsch", ib. 1864, 1866, 1869;
- artículos sobre Arabia, literatura árabe, árabe , los califas , el Corán , la religión musulmana y las sectas musulmanas en la segunda edición (1839-43) del Universallexikon de Pierer;
- "Letteratura Italiana dei Giudei", en Il Vessillo Israelitico , 1877-80;
- "Letteratura anti-giudaica in Lingua Italiana", ib. 1881-83;
- "Zur Geschichte der Übersetzungen aus Indischen in's Arabische", en ZDMG 1870-71;
- "Hebräische Drucke in Deutschland", en la Zeitschrift de Ludwig Geiger para el Geschichte der Juden in Deutschland , 1886-92;
- "Abraham Judaeus-Savasorda und Ibn Esra ", en la Zeitschrift für Mathematik und Physik , 1867 de Schlömilch ;
- " Abraham ibn Ezra ", ib. 1880.

Característico es el testamento filosófico de Steinschneider en el prefacio de su Arabische Literatur der Juden, en el que el que sentó las bases principales del estudio de la literatura y la historia judías no dudó, a los ochenta y seis años, en formular una profesión agnóstica de fe .